# Instituto Nacional de Estadística de Santo Tomé y Príncipe
El Instituto Nacional de Estadística (en portugués: Instituto Nacional de Estatística, sigla INE) es un organismo público de Santo Tomé y Príncipe responsable de la información estadística oficial de la República Democrática de Santo Tomé y Príncipe. Su actual directora general es Elsa Cardoso.

## Misión
Producir y difundir información estadística oficial, de manera integrada y coordinada, bajo un estándar técnico común, con el propósito de contribuir a la planificación, seguimiento y evaluación de las políticas públicas en el proceso de toma de decisiones en el ámbito político, socioeconómico y ámbitos académicos, con estadísticas confiables y de calidad. 